# بكيران
بكيران أو بكيرن (بالإسبانية: Bocairente)‏ هي بلدية في ناحية وادي البيضاء في منطقة بلنسية إسبانيا.